# Bumetopia stolata
Bumetopia stolata är en skalbaggsart som först beskrevs av Masaki Matsushita 1931.  Bumetopia stolata ingår i släktet Bumetopia och familjen långhorningar.
Artens utbredningsområde är Taiwan. Inga underarter finns listade.